# Casas típicas de Santana

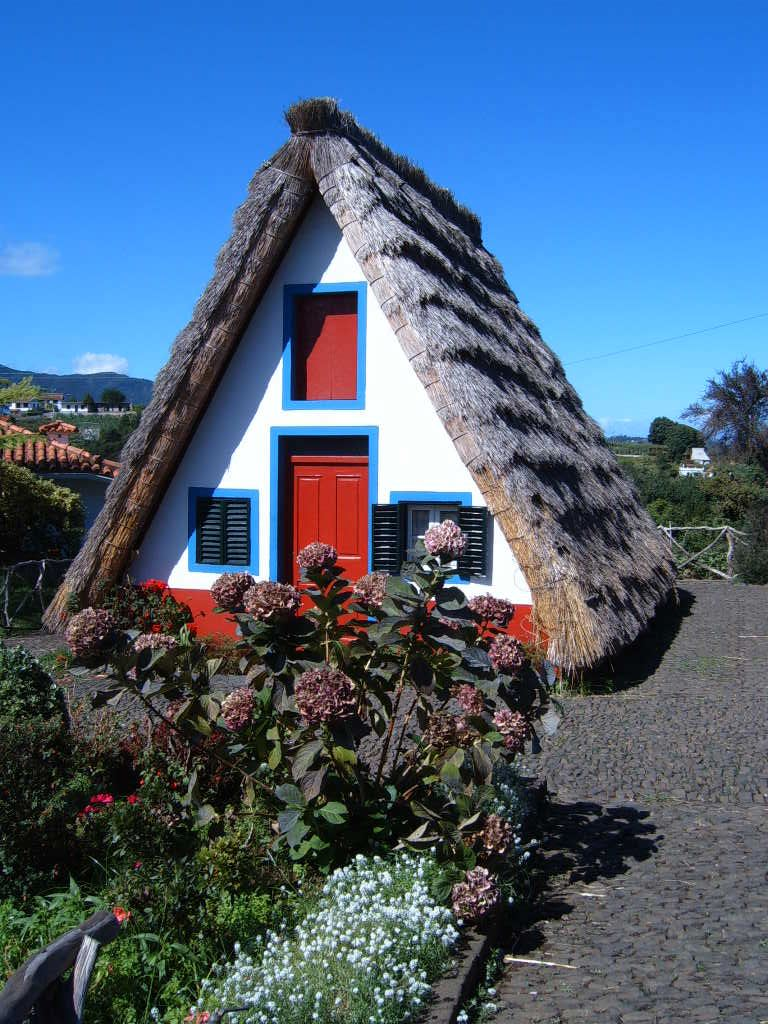
Casa típica de Santana.

As casas típicas de Santana são um ex-líbris do concelho de Santana e um cartaz turístico da ilha da Madeira. Estas casas têm uma forma triangular e são revestidas de colmo. São popularmente conhecidas por casinhas de Santana.
Originalmente, estas casas eram compostas por um sótão, onde se guardavam produtos agrícolas, e por um piso térreo, geralmente área habitacional, que se achava dividida em duas partes separadas por um frontal.

## História
Acredita-se que estas casas sejam vestígios de construções primitivas, feitas de madeira e colmo e, que se encontravam por toda a ilha. Por haver, na região, pouca pedra rija e o clima ser frio no inverno adotou-se esta matéria-prima, possibilitando, também, uma adaptação às estações do ano, frescas no verão e quentes no inverno.
Havia dois tipos de casas típicas: as assentes no chão sobre troncos de madeira chamadas Rasteiras e as chamadas Meio Fio que eram assentes sobre paredes de pedra basalto, que o rés do chão composto por três divisões, sala de estar e dois quartos de dormir. No piso superior ficavam outros quartos de dormir e de arrumos. No sótão servia para guardar as sementes para plantação da próxima sementeira. Estas são cobertas com colmo de três em três anos. Esta cobertura é composta no mínimo por duas camadas de colmo, a camisa ou forro ou primeira camada em que a cobertura é feita com os troços do colmo para baixo e a segunda camada em que o colmo é colocado com os troços para cima. Estas habitações remontam ao descobrimento da Madeira, que devido à abundância de madeira e palha proveniente da plantação dos cereais que serve para a cobertura das habitações das pessoas e dos chamados palheiros onde se guardavam os animais.[carece de fontes?]

## Galeria

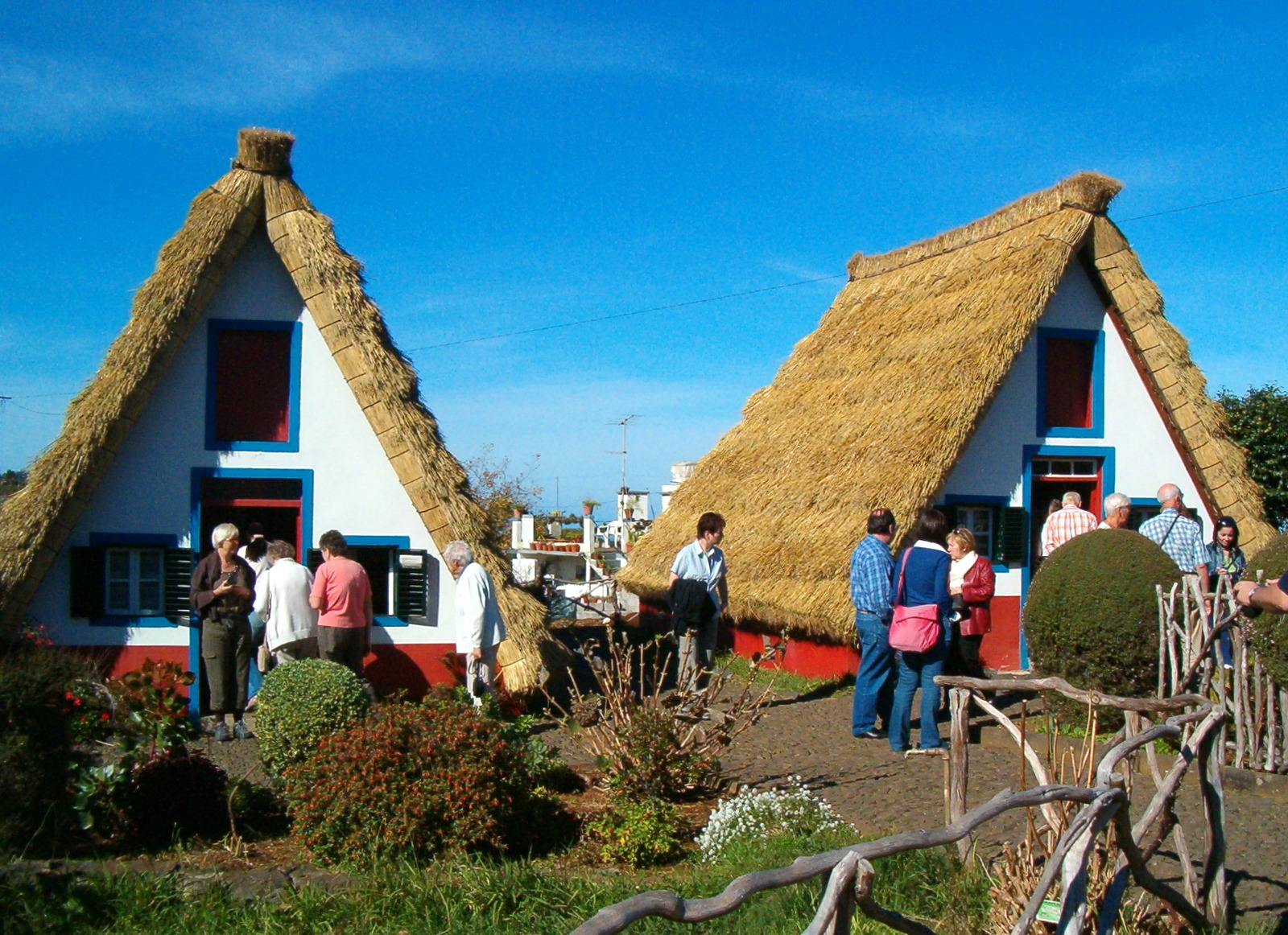
Casas típicas no centro de Santana
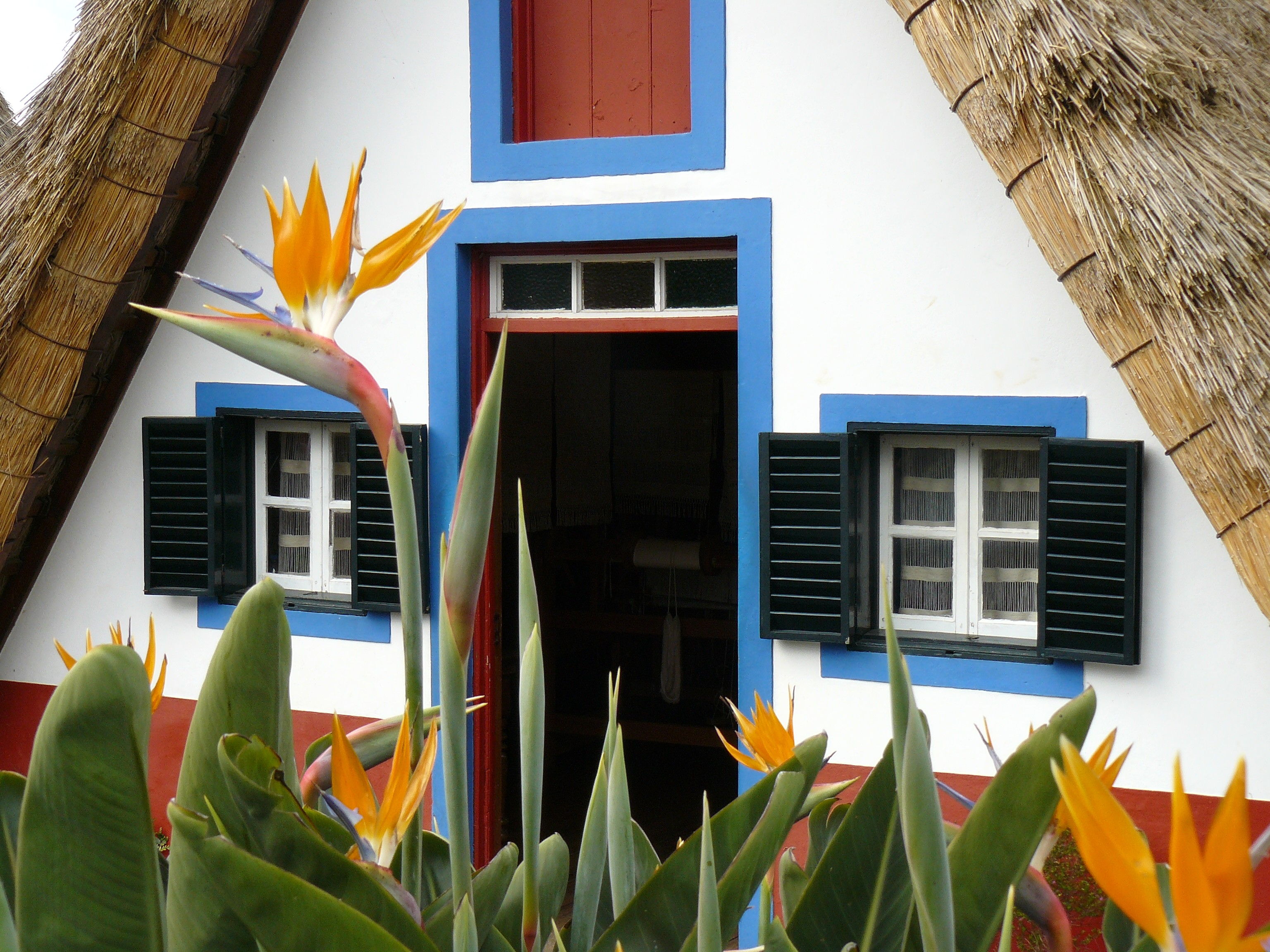
Pormenores da fachada
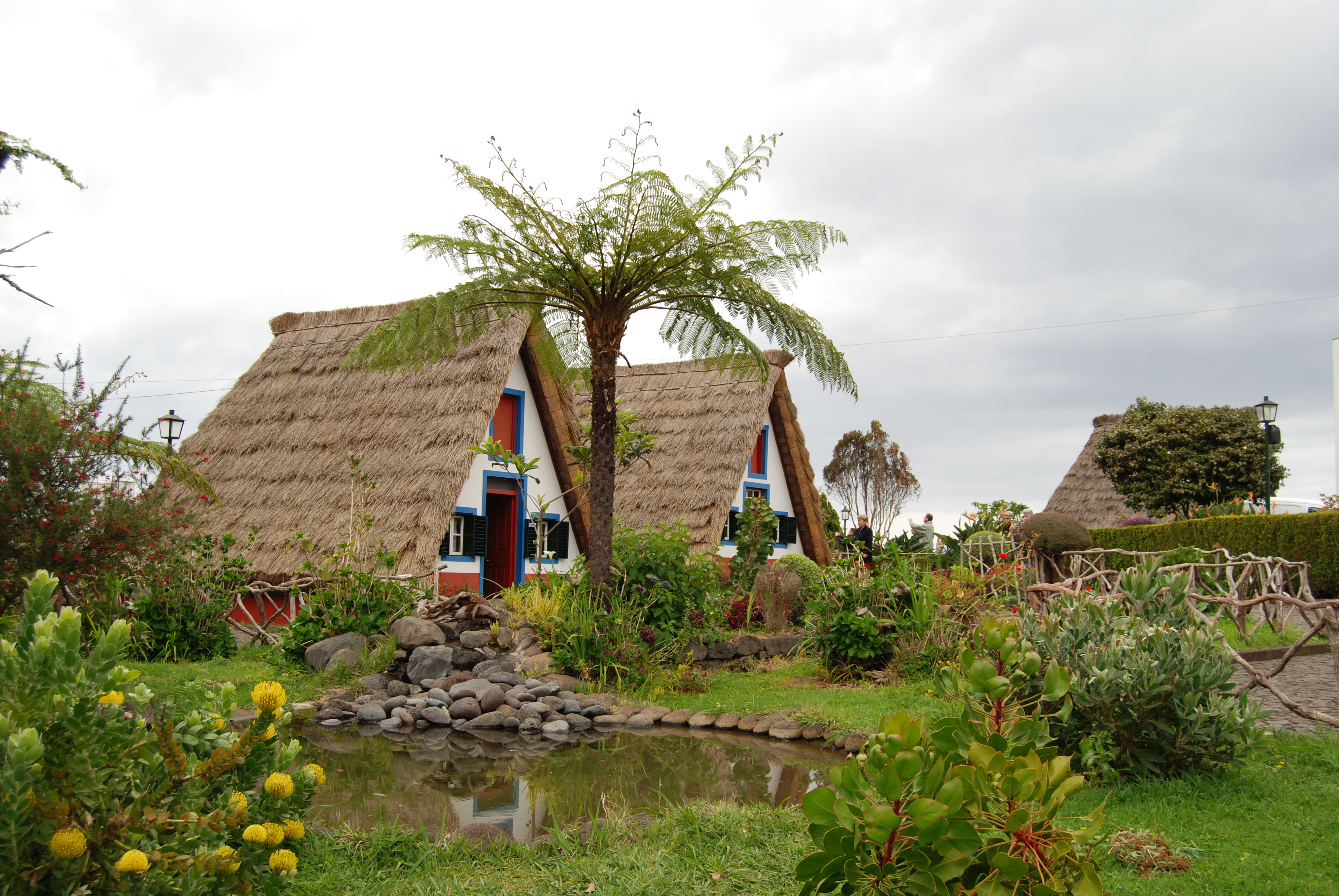
Casinhas de Santana
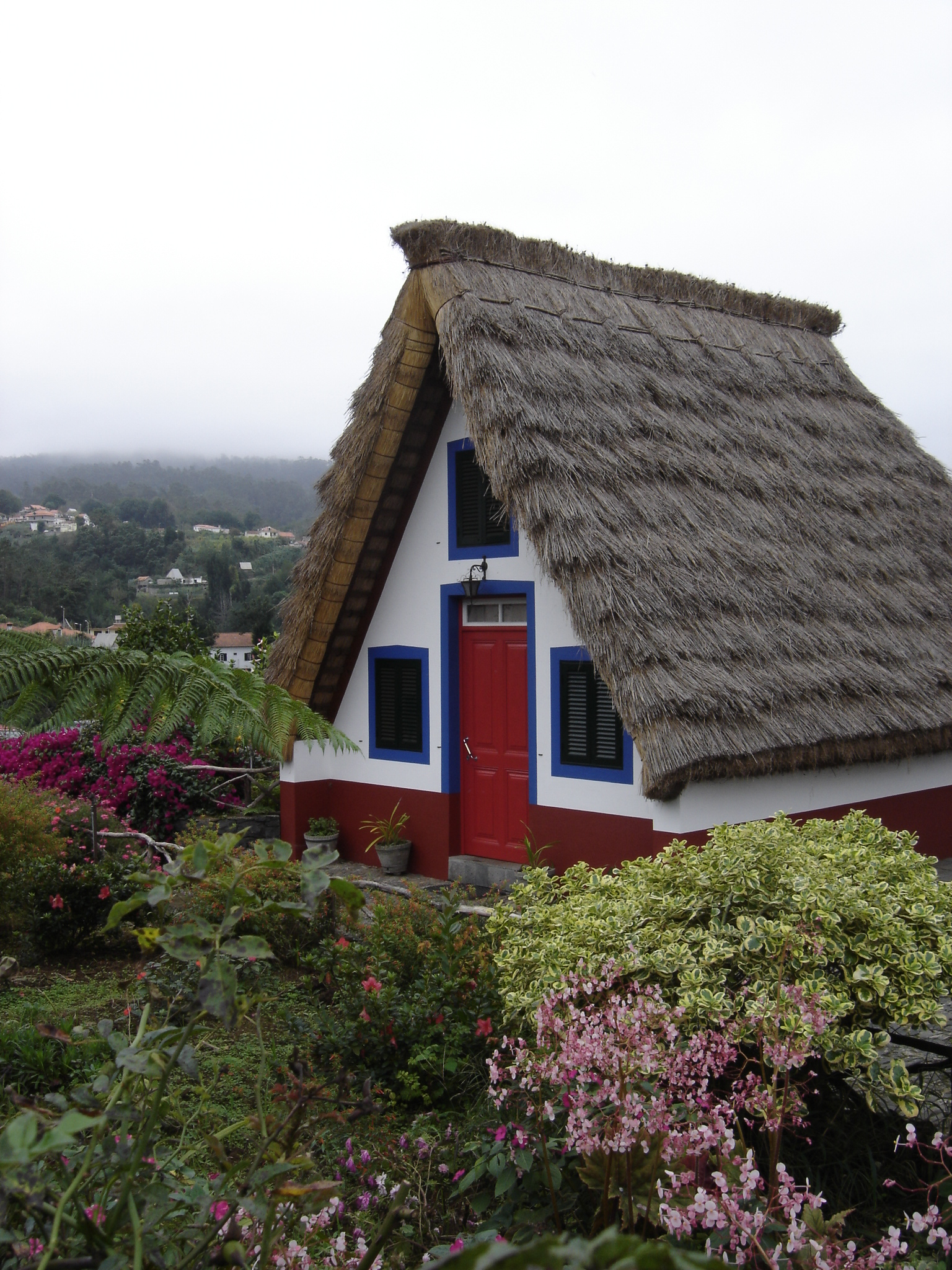
Casa típica de Santana